# Vaksdal
Vaksdal este o comună din provincia Hordaland, Norvegia.